# Namíbia vasúti közlekedése
Namíbia vasúthálózata 1067 mm-es nyomtávolsággal épült ki, összesen 2626 km hosszan. Villamosított vonalak nincsenek az országban. Nemzeti vasúttársasága a Trans-Namib.

## Története

### Kezdetek
A német Délnyugat-Afrika vasútjainak építése 1895-ben egy kis bányavasúttal kezdődött Cape Crossnál. Az első nagyobb vasúti projekt 1897-ben kezdődött, amikor a német gyarmati hatóság megépítette a Swakopmund és Windhoek közötti "Staatsbahn"-t (államvasút). A vonal 1902-re készült el. Ezzel a kormányzati kezdeményezéssel párhuzamosan megalakult az Otavi Bányászati és Vasúti Társaság (O.M.E.G.), amely 1903 és 1906 között épített egy vonalat Swakopmundból Otavi-n keresztül Tsumebbe, 1907-1908-ban pedig egy leágazást Otavi-ból Grootfonteinbe.
A német gyarmati vasutat az első világháború után a Dél-afrikai Vasutak vette át, és bekapcsolódott a dél-afrikai hálózatba. Namíbia függetlenné válása után a TransNamib vette át az irányítást az országos vasúthálózat felett, amely 3 láb 6 hüvelyk (1067 mm) nyomtávolságon üzemel.

### Afrikai vasúti konferencia
Az afrikai vasutak integrálásának terveit a kereskedelem megkönnyítése érdekében 2002 augusztusában a dél-afrikai Johannesburgban megrendezett Africa Rail konferencián vitatták meg. A lépés az Új Partnerség Afrika Fejlesztéséért (NEPAD), a gazdasági reneszánszot célzó program része.
A vasutakat a korábbi gyarmati hatalmak építették, de nem az afrikai érdekek előmozdítására. A tervek szerint a három párhuzamos kelet-nyugati vonalat Angolában összekötnék, és az angolai hálózatot összekötnék Namíbiával, és így Dél-Afrikával.
A maputói vasúti és kikötői infrastruktúra stratégiai helyzete azt jelezte, hogy a hálózatot Zimbabwét, Zambiát, a Kongói Demokratikus Köztársaságot, Eswatinit és a dél-afrikai Mpumalanga tartományt kiszolgáló elsődleges folyosóként kell előmozdítani.
Abdulah Omar dél-afrikai közlekedési miniszter szerint Afrikának integrálnia kell vasúti rendszereit, hogy egy nemzetközileg versenyképes hálózatot alkosson. Szakértők szerint ez mozdonyok és vagonok lízingelését, koncessziós és tanácsadói szerepvállalást, valamint közös vállalkozásokban való részvételt jelenthet.

## Vasútvonalak
- Windhoek-Tsumeb/Walvis Bay
- Winhoek-Gobabis
- Windhoek-Upington

## Vasúti kapcsolatai más országokkal
- Angola - Nincs, azonos nyomtávolság: 1067 mm. Tervezett összeköttetés, a vasúti pálya ki van építve az angolai határig, de az angolai részen nincs.
- Botswana - Nincs, azonos nyomtávolság: 1067 mm.
- Dél-Afrika - Igen, azonos nyomtávolság: 1067 mm.
- Zambia - Nincs, azonos nyomtávolság: 1067 mm.